# Diexanthema bathydiaita
Diexanthema bathydiaita is een eenoogkreeftjessoort uit de familie van de Nicothoidae. De wetenschappelijke naam van de soort is voor het eerst geldig gepubliceerd in 1975 door Ritchie.